# بيل هيويت (معلق رياضي)
بيل هيويت هو معلق رياضي كندي، ولد في 8 ديسمبر 1928 في تورونتو في كندا، وتوفي في 25 ديسمبر 1996 في Port Perry ‏ في كندا بسبب نوبة قلبية.